# Matti Pitkänen
Matti Pitkänen, född 20 december 1948,[källa behövs] är en finländsk före detta längdåkare från Ikalis. Pitkänen var aktiv under 1970- och 1980-talen. Hans främsta meriter är från stafettlopp. I Innsbruck 1976 vann det finländska laget OS-guld. Fyra år senare i Lake Placid 1980 kom laget trea.